# Yang Xiuli
Yang Xiuli (杨秀丽S, Yáng XiùlìP, 楊秀麗T; Fuxin, 1º settembre 1983) è una judoka cinese, vincitrice della medaglia d'oro nei 78 kg alle Olimpiadi di Pechino 2008.

## Palmarès
- Giochi Olimpici

Pechino 2008: oro nei 78 kg.
- Giochi asiatici

Doha 2006: bronzo nei 78 kg.